# Ishwari Singh
Sawai Ishwari Singh oder Ishwar Singh (* 1718 in Jaipur; † 1750 ebenda) war Maharadscha des Fürstenstaats Jaipur (Indien) in den Jahren 1743 bis 1750.

## Biografie

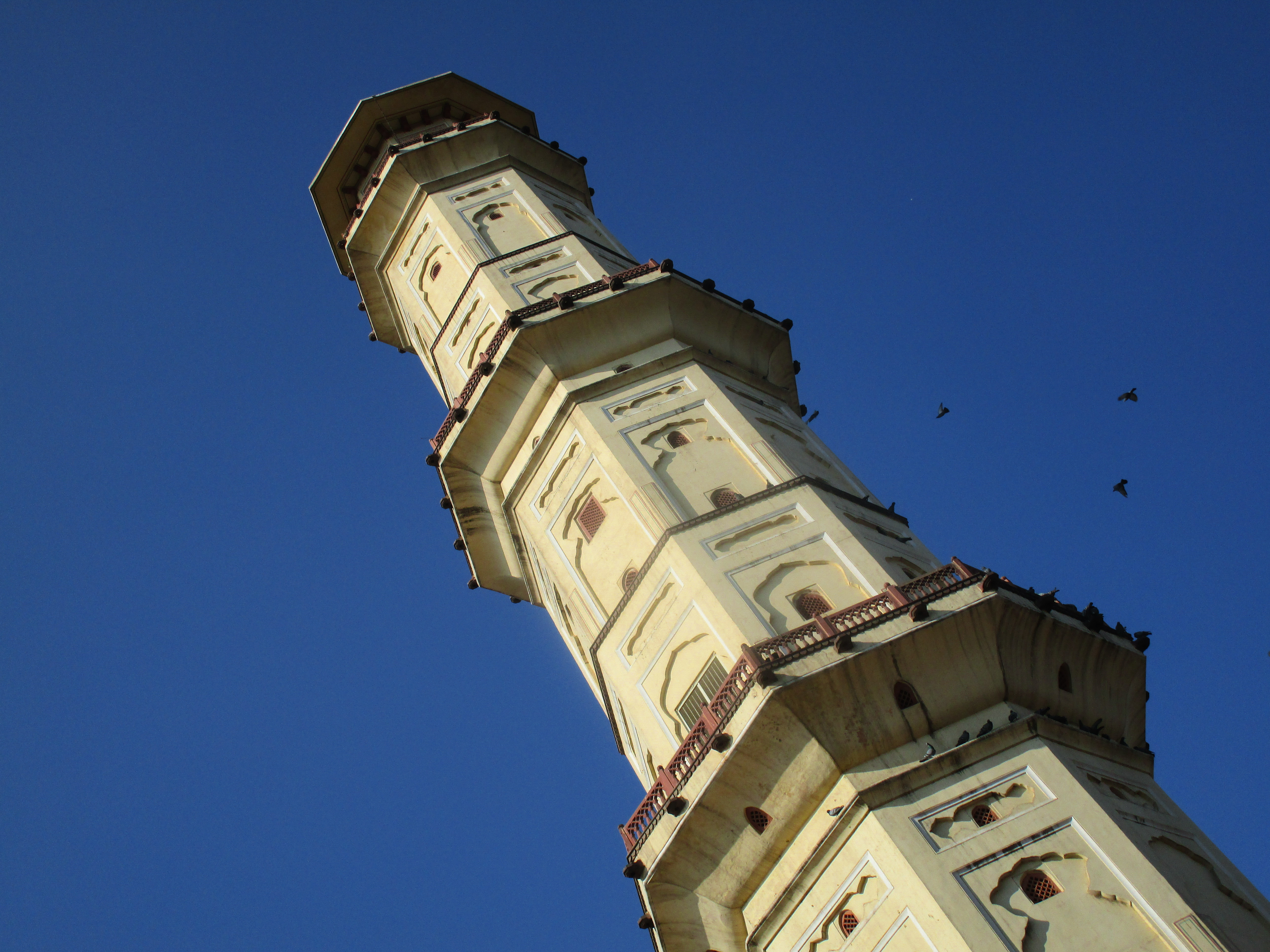
Sarga Suli

Ishwari Singh war der älteste Sohn von Maharadscha Sawai Jai Singh II. Nach dessen Tod entbrannte ein kriegerisch geführter Machtkampf gegen seinen jüngeren Stiefbruder Madho Singh. Dieser belagerte Jaipur an der Spitze eines Koalitionsheeres bestehend aus Truppen der Nachbarstaaten Jodhpur, Kota, Bundi, Shahpura und Mewar sowie von den Marathen; das feindliche Heer wurde jedoch vernichtend geschlagen.

## Bauten
Zur Erinnerung an den Sieg erbaute Ishwari Singh den minarettähnlichen, Sarga Suli oder Ishar laat genannten, 6-geschossigen Turm mit abschließendem Chhatri beim Tripolia-Bazar von Jaipur.

## Grabmal und Nachfolge
Im Jahr 1750 beging Ishwari Singh im Verlauf einer Hofintrige Selbstmord; sein Grabmal befindet sich in den Talkatora-Gardens nahe dem City-Palace von Jaipur. Sein jüngerer Stiefbruder Madho Singh folgte ihm auf den Thron und regierte den Fürstenstaat Jaipur von 1750 bis 1768.